# 房間裡的女人
《房間裡的女人》（英語：The Woman in the Room）是一部由史蒂芬·金於1978年所著的短篇小說，收錄在短篇小說集《有時候，他們會回來》內，法蘭·達拉本特於1983年改編成短編電影，並因此結識了史蒂芬·金，造就他其後執導史蒂芬·金的另外兩部改編作品綠色奇蹟和刺激1995。

## 故事簡介
強尼的母親高齡，患上了癌症，在醫院動過手術後，情況沒有明顯改善，而且身體變得越來越差，體重大幅下降，身體癱瘓。強尼不忍見到母親的狀況，不斷爭扎是否協助母親了結生命。最後在母親主動的要求下，強尼決定偷偷將重劑量的止痛藥給母親，結束母親痛苦的餘生。